# Saint-Louis (Réunion)
Saint-Louis is de op vijf na grootste gemeente van het Franse overzeese departement Réunion. De gemeente is gelegen in het zuidwesten van het eiland en had in 2005 een bevolking van 49.300 inwoners op een oppervlakte van 98,90 km².

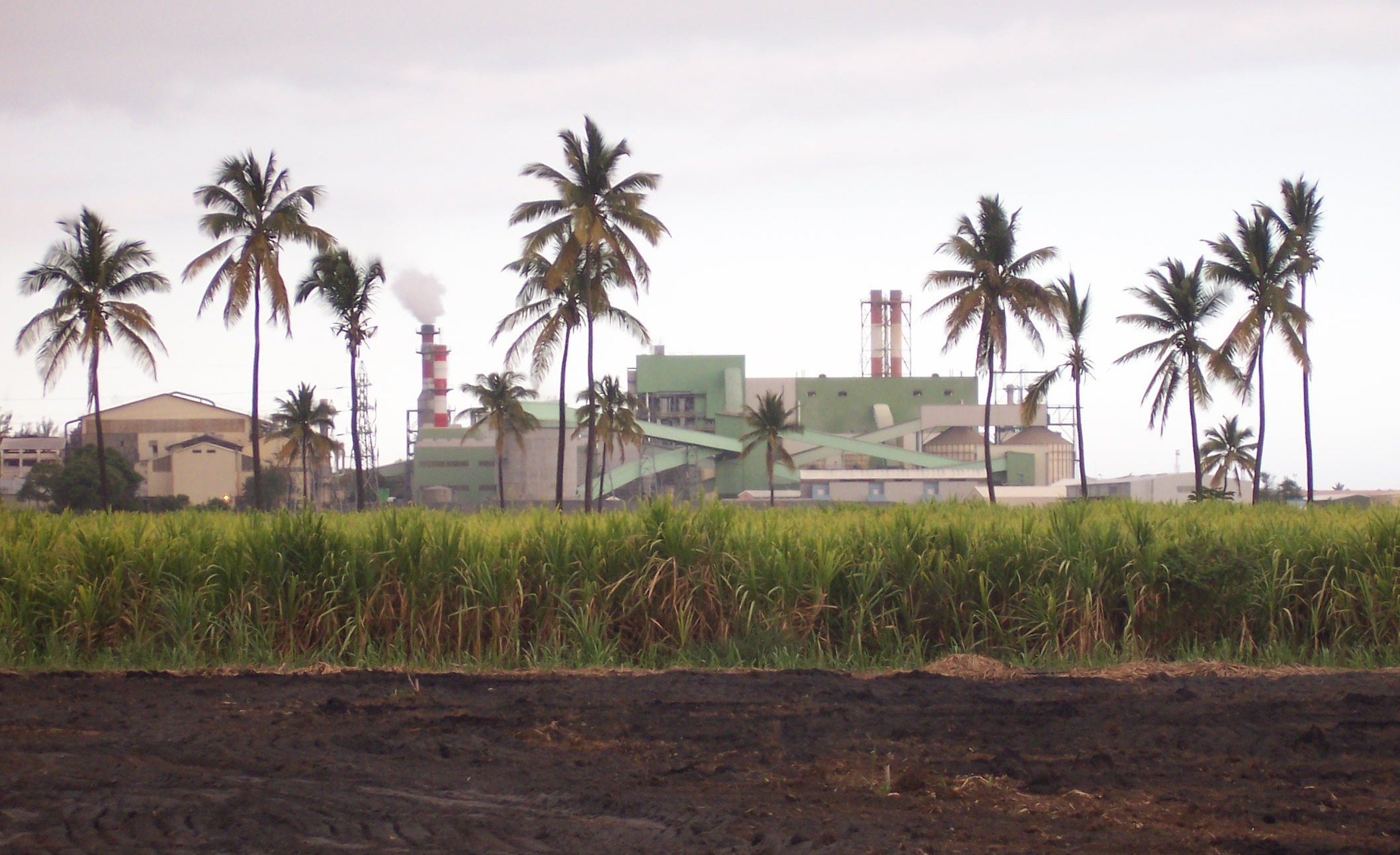
Fabriek bij Saint-Louis
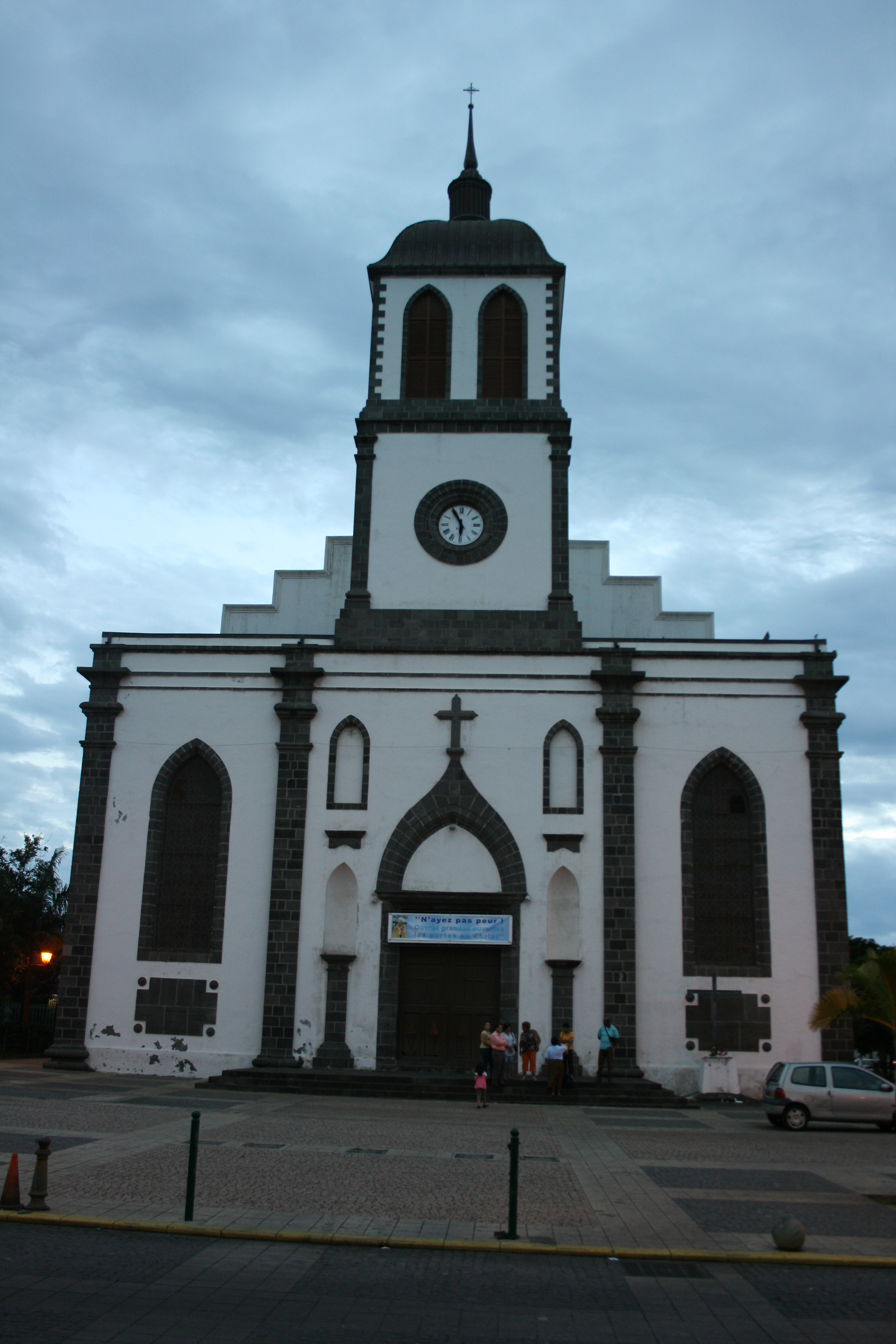
Kerk van Saint-Louis
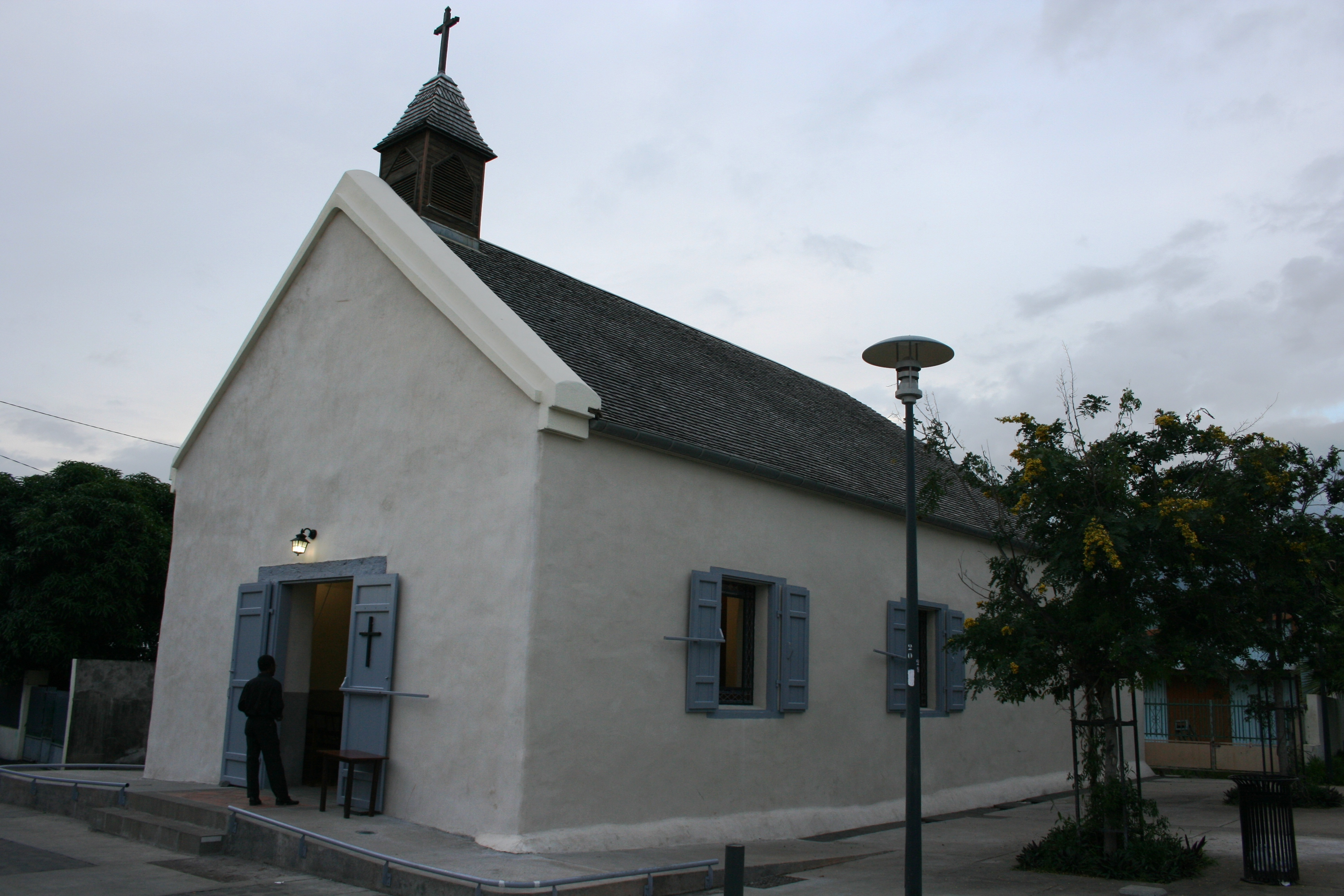
Kapel du Rosaire, Saint-Louis

## Geboren in Saint-Louis
- Guillaume Hoarau - voetballer